# Ирзиярви
Ирзиярви — озеро на территории Коверского сельского поселения Олонецкого района Республики Карелия.

## Общие сведения
Площадь озера — 2,1 км², площадь водосборного бассейна — 114 км². Располагается на высоте 46,9 метров над уровнем моря.
Форма озера продолговатая: почти на пять километров вытянуто с северо-запада на юго-восток. Берега каменисто-песчаные, местами заболоченные.
С северо-востока в озеро втекает ручей Пускуоя, вытекающий из озера Пускуярви.
С юго-западной стороны озера вытекает река Гушкалка, впадающая в Тулоксу.
У северо-западной оконечности озера проходит дорога местного значения 86К-188 («Новинка — Тигвера»).
Населённые пункты возле озера отсутствуют. Ближайший — деревня Гушкала — расположен в 2,5 км к северо-востоку от озера.
Код объекта в государственном водном реестре — 01040300211102000014619.